# Dirk Georg de Graeff

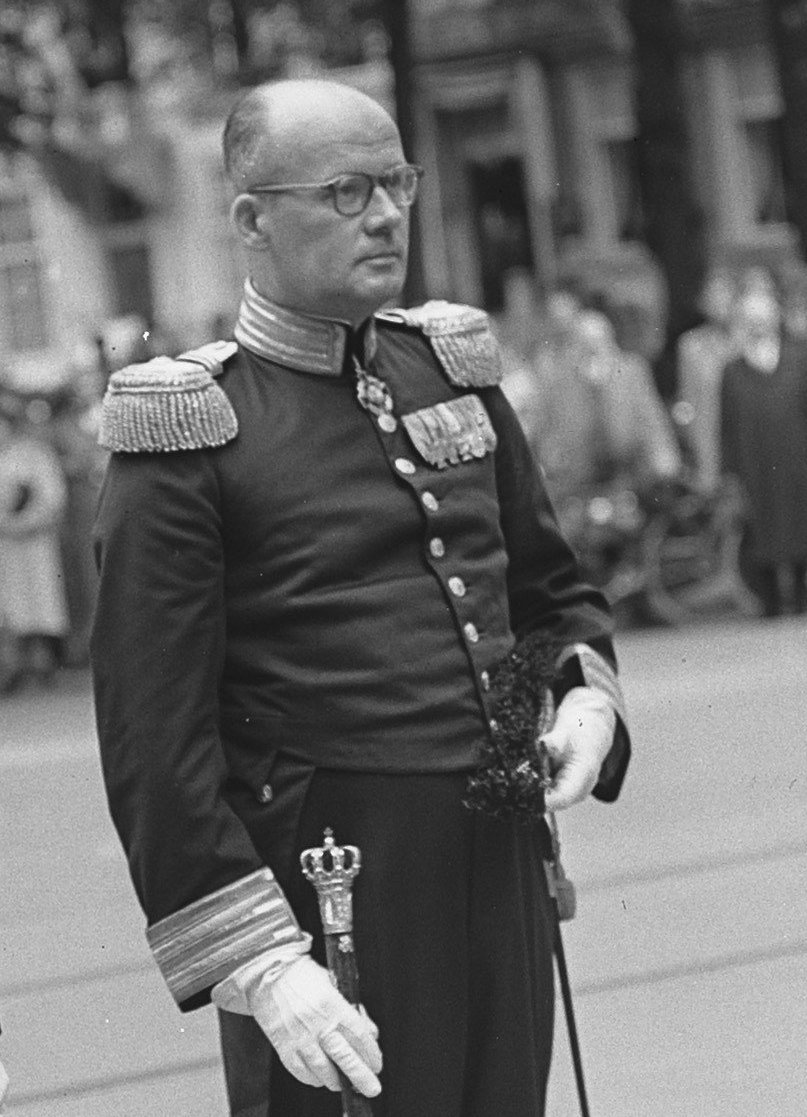
Dirk Georg de Graeff in de functie van kamerheer (1953)

Dirk Georg de Graeff (Den Haag, 26 februari 1905 – aldaar, 19 april 1986) was een Nederlandse manager, bankier en kamerheer van de koninginnen Wilhelmina en Juliana.

## Privéleven
De Graeff was een telg uit het geslacht De Graeff. Hij was de zoon van de inspecteur van de volksgezondheid jhr. Georg de Graeff (1873-1954) en van Lidia Christine Adelaide Dijckmeester (1883-1971) en een kleinzoon van de diplomaat Dirk de Graeff van Polsbroek. Hij trouwde in 1942 met Wendela Johanna Leonia Hooft (1916-1948). Hij hertrouwde in 1950 met Margaretha Bierens de Haan (1915). Uit het eerste huwelijk werden drie kinderen geboren, uit het tweede een dochter.

## Loopbaan
Tijdens de meidagen van 1940 was hij reserve kapitein der artillerie.  Hij kwam in actie bij Overschie en kreeg  in 1949 het Bronzen Kruis (KB 101149-12).
De Graeff werkte bij de Nederlandsche Handel-Maatschappij. In 1964 trad hij in dienst bij de Algemene Bank Nederland toen de Nederlandsche Handel-Maatschappij fuseerde met de Twentse Bank. Hij was als directeur van deze bank lid van het presidium van de raad van bestuur. In 1970 werd hij benoemd tot ridder in de Orde van de Nederlandse Leeuw. In dat jaar volgde hij mr. D.U. Stikker op als voorzitter van de raad van commissarissen van de Deli Maatschappij. De Graeff was drager van het Groot Erekruis in de Huisorde van Oranje en van het Bronzen Kruis.
De Graeff werd in 1947 benoemd tot kamerheer en ceremoniemeester van koningin Wilhelmina. Deze functies vervulde hij ook voor koningin Juliana. In 1961 werd hij benoemd tot opperkamerheer. Hij overleed in april 1986 in zijn woonplaats Den Haag. 